# Iglesia de Todos los Santos (Keokuk, Iowa)
La Iglesia de Todos los Santos es una iglesia parroquial católica de la Diócesis de Davenport. La iglesia está localizada en Keokuk, Iowa, Estados Unidos, en el número 301 de la 9.ª Calle. La iglesia está incluida en el Registro Nacional de Sitios Históricos como St. Peter Church (iglesia de San Pedro), nombre de la congregación original.

## Historia

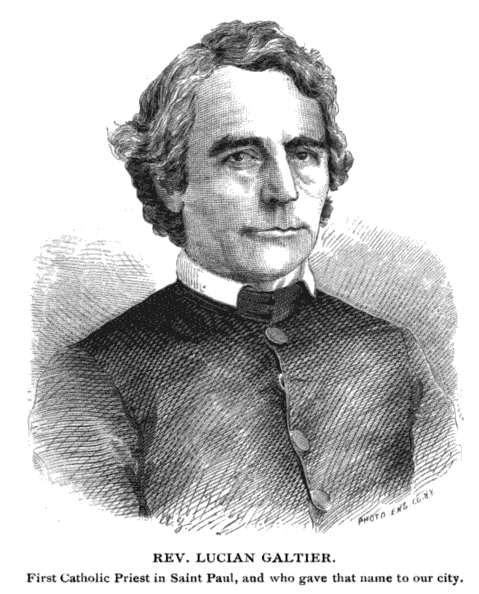
Reverendo Lucien Galtier, quien formó la Iglesia de San Juan Evangelista en Keokuk

El área de Keokuk estaba dentro del Tramo de Raza Mixta.  Era tierra dedicada por orden del Senado de Estados Unidos el 18 de enero de 1825 para poblamiento de descendientes de raza mixta de las tribus Sac y Fox (zorro).  Con el paso de los años, algunos de las mujeres habían casado con tramperos franceses quienes trabajaban en el lugar, y los descendientes fueron excluidos de las tierras comunales porque sus padres carecían de estatus tribal. Familias de raza mixta podrían vivir en el Tramo de Raza Mixta, pero no podrían vender parcelas individuales hasta que el Congreso cambió la ley en 1837.
En 1824, el obispo Louis Dubourg de Nueva Orleans nombró al reverendo Charles Felix Van Quickenborne (SJ - Sociedad de Jesús) vicario general de la Luisiana Superior, la cual incluía el Tramo de Raza Mixta.  Es el primer sacerdote conocido en visitar el actual Keokuk, entre 1832 y 1833, después de que aquella sección de Iowa fuera abierta a poblamiento. Como pensaba que los fondos podrían obtenerse fácilmente, recomendó construir una iglesia.  El siguiente sacerdote en visitar el área fue el reverendo Peter Paul Lefevere. Éste informó que había 38 católicos en el área. En 1840 el reverendo Samuel Charles Mazzuchelli (Orden de los Predicadores - OP) de la iglesia de St. Paul (San Pablo) en Burlington añadió Keokuk a su área de misión cristiana.  El mismo año el reverendo John George Alleman empezó a visitar Keokuk regularmente desde St. Joseph (San José) en Fort Madison; aun así, fue incapaz de recolectar suficiente dinero para construir una iglesia.  Continuó visitando el área hasta 1848.
La primera parroquia establecida en la ciudad fue nombrada San Juan Evangelista y fue fundada en 1844 por el reverendo Lucien Galtier, quien fue el primer pastor nombrado en Keokuk. Era una estructura formada por troncos construida en la esquina de la 2ª Calle y la calle Blondeau.  La iglesia fue construida por Hugh V. Gildea de Dubuque con la ayuda del Padre Galtier. Una futura historiadora de Keokuk, Virginia Wilcox Ivins, recordó ver al "elegante" sacerdote trabajando el techo de iglesia en un caluroso día de julio cuando tenía doce años. Medía 20 por 30 pies y 12 pies de altura. Costó $598.37, y fue pagada por los fondos recibidos de la Sociedad de la Propagación de la Fe.   Galtier se quedó sólo unos cuantos meses y Padre Alleman cuidó de la parroquia de nuevo.  El reverendo Jean Villars se convirtió en su pastor en 1848 y se quedó por nueve años. El reverendo William Emonds fue enviado a Keokuk en 1855 para comprar la propiedad perdida por la iglesia.  En cambio compró otra propiedad en la cual se fundó la Iglesia de San Pedro.  En el momento había bastantes católicos alemanes en Keokuk, que habían inmigrado después de las Revoluciones de 1848, y querían un sacerdote que hablara su lengua. En 1857 San Pedro se convertía en la única iglesia católica en Keokuk.  San Juan Evangelista fue abandonado y el Padre Villars se retiró. La piedra fue colocada para la iglesia original en la calle Exchange entre la 9ª y 10ª calles el 20 de abril de 1856.
La iglesia de Santa María fue fundada en 1867 para cubrir las necesidades pastorales de los inmigrantes alemanes.  La parroquia construyó una iglesia de ladrillo rojo al norte de San Pedro en 1911. La iglesia de St. Francis de Sales fue empezada en 1870 para cubrir el lado este de la ciudad. Las tres parroquias pasaron a formar parte de la diócesis de Davenport cuando fue establecida en 1881.  St. Francis construyó una iglesia de piedra en 1899, diseñada por James J. Egan quien ya había diseñado la Catedral del Sagrado Corazón en Davenport y la catedral de St. Ambrose en Des Moines.

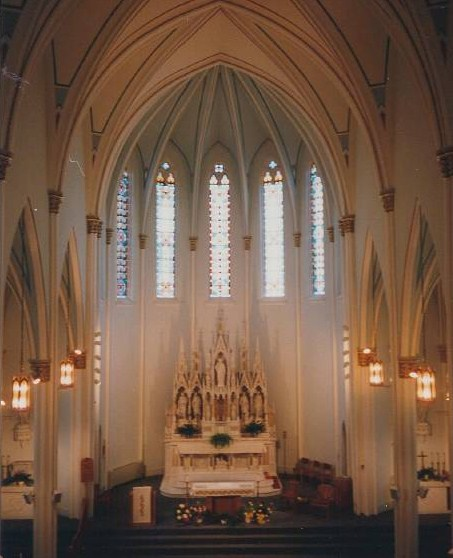
Interior de la iglesia que muestra el altar esculpido en mármol por Joseph Conradi

Mientras St. Peter crecía, en 1872 la parroquia decidió reubicar la iglesia.  Tres parcelas fueron adquiridas en 9ª y Bank Street.  Los planos para el edificio de la iglesia nueva fueron completados en 1878 por arquitecto de Chicago Johann Dillenburg, quién había sido arquitecto auxiliar en la finalizacinón de la Catedral de Colonia en Alemania. La obra comenzó en 1879, y fue inaugurada el 27 de septiembre de 1885.
Las vidrieras fueron encargadas a la compañía A. Misch en 1884 y costaron $3,300. El Vía Crucis vino de Múnich, Alemania y fue colodado el 28 de febrero de 1892.  La tarea de esculpir el altar de mármol macizo fue otorgada a Joseph Conradi de San Luis, Misuri en 1904. Los cimientos del edificio tuvieron que ser reforzados para sostener el peso del altar nuevo.  El baptisterio fue añadido al área de la sacristía al mismo tiempo. El altar fue dedicado el 8 de octubre de 1905.
En 1886 las hermanas franciscanas de Peoria, Illinois abrieron el Hospital de St. Joseph junto a La iglesia de St. Mary.  En 1975 se fusionó con el Hospital Graham y se convirtieron en el Hospital del área de Keokuk.
Debido al declive del clero en la diócesis y la caída de la población de Keokuk, la diócesis decidió combinar las tres parroquias en una.  La Iglesia de Todos los Santas fue fundada en 1982. En esa época fue añadida la Capilla de los Ángeles a la sacristía izquierda de la iglesia. La capilla utilizó las estatuas de ángeles que flanqueaban el altar en St. Mary, los bancos de St. Francis de Sales, así como otros elementos de las tres iglesias.  El Santísimo está albergado en la capilla, y está utilizado para las misas de los miércoles y la Primera Adoración de los viernes.  El órgano de St. Mary fue colocado en la iglesia general.
Un Jardín del Monumento está cerca la entrada de Capilla detrás de la casa del párroco. La piedra angular de la iglesia de St. Peter (1856), el la iglesia de St. Mary (1911), la iglesia de St. Francis de Sales (1898), y la escuela de St. Mary (1907) fueron recolocados para señalar a la parroquia de Todos los Santos.

## Escuelas católicas
La primera escuela católica fue establecida en Keokuk por las Hermanas de la Visitación en 1852. En 1853 empezaron un convento nuevo y una selecta escuela para ambos internos y alumnado de día. La parroquia de St. Peter quería una escuela parroquial, pero la regla de las Hermanas de la Visitación les impedía enseñar en escuelas parroquiales. La construcción empezó en 1859, y el reverendo Louis DeCailly buscó profesorado entre las Hermanas de la Escuela de Notre Dame. Enseñaron allí entre 1861 y 1864. Dejaron de enseñar cuándo el Padre DeCailly quiso empezar un instituto para chicas, y las Hermanas de Notre Dame lo vieron como rival para la academia de las Hermanas de la Visitación.
Profesores laicos sobrellevaron la responsabilidad de enseñar en la escuela parroquial. Las hermanas de la Visitación se fueron en 1867 debido a problemas financieros que resultaron de la edificación de una escuela nueva.  La parroquia se quedó con la escuela y las Hijas de la Caridad vinieron para enseñar ese mismo año.  La escuela común y la escuela selecta se fusionaron en 1877.  La escuela de grado fue rebautizada St. Vincent. Las hermanas de Notre Dame volvieron a Keokuk y colaboraron en la escuela parroquial de St. Mary. El instituto de St. Peter continuó hasta que un instituto católico central llamado Cardenal Stritch fue abierto en 1965.  Las Hijas de la Caridad dejaron Keokuk en 1996.  St. Vincent fue movido al edificio del Cardenal Stritch después de que este último cerrara al comienzo del siglo XXI.